# ایپومیریم
ایپومیریم (به پرتغالی: Ipumirim) یک منطقهٔ مسکونی در برزیل است که در سانتا کاتارینا واقع شده‌است. ایپومیریم ۷٬۶۲۰ نفر جمعیت دارد.